# Hartliella capitata
Hartliella capitata är en tvåhjärtbladig växtart som först beskrevs av Fischer, och fick sitt nu gällande namn av Eb. Fischer. Hartliella capitata ingår i släktet Hartliella och familjen Linderniaceae. Inga underarter finns listade i Catalogue of Life.